# Маруф аль-Бахіт
Маруф аль-Бахіт (араб. ‏معروف سليمان البخيت; 18 березня 1947 Махіс — 7 жовтня 2023) — йорданський військовик, дипломат і політик, двічі очолював уряд Йорданії.

## Кар'єра
1964 року вступив до лав йорданської армії, звільнився 1999 у званні генерал-майора. Був послом у Туреччині й Ізраїлі. Двічі (2005 та 2011) очолював уряд Йорданії.